# Paraphylax varius
Paraphylax varius là một loài tò vò trong họ Ichneumonidae.